# 中华人民共和国企业
中华人民共和国企业，介绍中华人民共和国建国以来境内企业的发展状况。
中华人民共和国坚持“以公有制为主体、多种所有制经济共同发展”的基本经济制度。内资企业按出资类型主要分为国有企业、集体企业、股份合作企业、联营企业、私营企业。外商投资企业（含港澳台商投资企业）按出资类型主要分为中外合资企业、中外合作企业、外商独资企业。根据国家统计局2013年数据，全国共有法人单位1082.56万个，其中国有企业113.67万个，集体企业21.72万个，联营企业2.55万个，私营企业566.78万个，港澳台商投资企业9.66万个、外商投资企业10.51万个。
《中华人民共和国公司法》规定，中国境内设立的公司分为有限责任公司和股份有限公司两种。除公司制企业外，还有依据《中华人民共和国全民所有制工业企业法》设立的全民所有制企业、依据《中华人民共和国合伙企业法》设立的合伙企业、依据《中华人民共和国城镇集体所有制企业条例》设立的集体企业、依据《个体工商户条例》设立的个体工商户。

## 公有制内资企业

### 国有企业
国有企业分为全民所有制企业与国有独资企业，目前以国有独资企业为主体。国有企业是在社会化大生产条件下，为弥补市场失灵，在制度、目标和管理诸方面具有特性的契约组织。它的内涵是资产理论上属于全民所有，由政府占有终极所有权的企业。 
旧体制下的全民所有制企业不同于国有独资公司和国家控股的股份有限公司、有限责任公司（以下简称“国有控股企业”）。全民所有制企业由国家承担无限责任；国有独资公司、国有控股企业都按照《中华人民共和国公司法》注册，实行现代企业管理体制，由控股股东承担有限责任。根据《公司法》管理，主要由董事会和监事会负责，也不能承担行政管理职能。
2017年7月18日，中华人民共和国国务院办公厅印发《中央企业公司制改制工作实施方案》（国办发〔2017〕69号），要求2017年底前，按照《中华人民共和国全民所有制工业企业法》登记、国务院国有资产监督管理委员会监管的中央企业（不含中央金融、文化企业），全部改制为按照《中华人民共和国公司法》登记的有限责任公司或股份有限公司，加快形成有效制衡的公司法人治理结构和灵活高效的市场化经营机制。国有独资企业将政府在国有企业中的影响力简化为出资人，由国务院国有资产监督管理委员会及地方各级国有资产监督管理机构负责监督资产和回报。国有独资企业领导层由出资人任命，员工由企业雇用，档案由企业保管。国有独资企业实行现代管理体制，管理主要由董事会和监事会负责。
改制后的国有独资公司、国有控股企业统一按照相关劳动法律法规签订劳动合同，由身份管理向合同管理和岗位管理转变，打破终身制。形成管理人员能上能下、员工能进能出、收入能增能减的市场化选人用人机制。

### 集体企业
集体企业是指在社会主义社会中，部分劳动群众在一个集体的范围内，平等地共同占有生产资料和劳动成果，实行独立经营自负盈亏的一种社会主义公有制企业。